# Обратная тяга (фильм, 1991)
«Обратная тяга» (англ. Backdraft) — американский боевик-триллер 1991 года, восьмой полнометражный фильм, снятый Роном Ховардом по сценарию Грегори Уайдена. В главных ролях Курт Рассел, Уильям Болдуин, Скотт Гленн, Дженнифер Джейсон Ли, Ребекка Де Морнэй, Дональд Сазерленд, Роберт Де Ниро, Джейсон Гедрик и Джей Ти Уолш. Фильм рассказывает о пожарных Чикаго, идущих по следу серийного поджигателя.
Фильм был выпущен 24 мая 1991 года и получил неоднозначные отзывы, собрав в мировом прокате 152,4 миллиона долларов. Он получил три номинации на премию «Оскар» за лучший звук, лучший звуковой монтаж и лучшие визуальные эффекты. Он также вдохновил на создание аттракциона со спецэффектами в Universal Studios Hollywood, который открылся в 1992 году и закрылся в 2010 году. За ним последовало продолжение, «Обратная тяга 2», в 2019 году, с Болдуином и Сазерлендом в главных ролях.

## Сюжет
1971 год, Чикаго. Капитан пожарного расчёта Деннис Маккэффри погибает при тушении возгорания из-за взрыва газовой трубы. Свидетелем гибели становится его младший сын Брайан, которого капитан взял с собой посмотреть на тушение пожара.
1991 год. Сменив несколько родов занятий, Брайан заканчивает пожарную академию и попадает по распределению в лучшую пожарную часть города — 17-й участок, где начальником, по случайному совпадению, является его старший брат Стивен, и которую ранее возглавлял их отец. Но в части долго не задерживается из-за напряжённых отношений с братом и по совету своей давней подруги Дженнифер, которая работает помощником мэра города, устраивается помощником Дональда Римгейла по прозвищу «Тень» — бывшего пожарного, из-за серьёзных ожогов на одном из заданий перешедшего в пожарные следователи.
Римгейл в это время расследует цепь странных возгораний, в результате которых погибли три, на первый взгляд не связанных между собой, человека. В ходе расследования он приходит к выводу, что во всех случаях имели место поджоги с использованием тритилхлорида — вещества, дающего при горении эффект «обратной тяги» — каждый раз пожар тлел внутри строения, и стоило жертве открыть дверь и дать доступ воздуху, как происходил взрыв. Это же вещество, как рассказывает Римгейл, является абсорбционным катализатором и применяется при тушении химикатов.
Продолжая расследование, Римгейл выясняет, что погибшие были связаны с мэром города, для которого составили отчёт об оптимизации бюджета путём сокращения расходов, в том числе на пожарную службу, в результате чего было закрыто несколько пожарных частей, а фирма-однодневка, с которой были связаны трое, выполнила весь объём строительных работ по перестройке закрытых частей и получила немалые деньги из бюджета. Римгейл и Маккэффри едут домой к мэру, чтобы поговорить про это, но обнаруживают в доме неизвестного, который оглушил мэра и открутил от плиты газовую подводку, чтобы замаскировать убийство под взрыв газа. Неизвестный нападает на Брайана, тому при помощи Римгейла удается высвободиться, попутно толкнув нападавшего на оголённые контакты электрической розетки, в результате чего у того на плече остаётся ожог, но ему удается скрыться. Римгейлу и Брайану удаётся вытащить оглушённого мэра на улицу, но происходит взрыв, в результате которого Римгейла отбрасывает на забор, и он получает колотую рану прутом забора в плечо.
Дальнейшее расследование Брайан проводит в одиночку и обращается за помощью к пироману Рональду Бартелу, отбывающему срок на принудительном психиатрической лечении. Тот наводит его на мысль, что действует не маньяк, так как не даёт пламени гореть слишком долго. Не является, по мнению Бартела, он и специалистам по страховым возмещениям, так как причинённый ущерб во всех случаях слишком мал. Когда Бартел спрашивает Брайана, с чего начинается пожар, тот отвечает, что неизвестный оперирует тритилхлоридом. Тогда Бартел даёт ему наводку — поджигателя следует искать среди тех, кто не любит огонь и имеет постоянный доступ к тритилхлориду.
Брайан вспоминает, что ёмкости с тритилхлоридом он видел на катере, на котором живёт Стивен, и подозревает во всем брата. Он едет на катер и находит там несколько полных банок. В это время подъезжает Стивен, и Брайан ждёт, что тот сам признается во всём. Но разговора не получается, и Брайан уезжает. Он едет прямо в 17-й участок, где в поисках дополнительных улик взламывает шкаф брата. Но в это время он видит выходящего из душевой Эдкокса, пожарного из расчёта брата, у которого на плече остался ожог. Брайан понимает, что Эдкокс и был тем неизвестным, который напал на них в доме мэра. Они понимают друг друга без слов.
В это время поступает сигнал о пожаре на химическом комбинате. К участку подъезжает Стивен, между братьями происходит короткий разговор, и Стивен первый понимает, что во всех трёх случаях поджигатель — Эдкокс, так как именно он отдал Стивену тритилхлорид, как моющее средство. Их разговор с верхнего этажа слышит Эдкокс. Брайан сообщает, что придётся доложить обо всём Римгейлу, но Стивен уговаривает его не делать этого, обещая самому поговорить с Эдкоксом. Экипаж Стивена выезжает на тушение, и Брайан внезапно понимает, что Эдкокс попытается убить Стивена, списав его гибель на пожар. Хватая чью-то пожарную форму, он присоединяется ко второму экипажу и тоже едет на тушение.
На крыше горящего завода Брайан становится свидетелем бурных объяснений Стивена и Эдкокса. Тот рассказывает Стивену, что подстроил гибель тех троих и попытался взорвать дом мэра, чтобы отомстить за пожарных, которые погибали за последнее время — все они не получали подкрепления из-за закрытия соседних пожарных частей. Объяснения прерывает обрушение крыши, и расчёту приходится заняться тушением. В результате обрушения конструкций Стивен повисает на обломке парапета и пытается удержать на себе Эдкокса, на котором загорелась одежда. Тот просит отпустить его, но Стивен отвечает, что упадёт вместе с ним или удержит его. Не удержавшись, оба падают вниз. Эдкокс падает в огонь и сгорает, Стивен при падении получает тяжёлое ранение и умирает в машине скорой помощи. Перед смертью он просит Брайана не рассказывать никому про Эдкокса, чтобы не позорить свой расчёт.
В финале Стивена и Эдкокса торжественно хоронят, выписавшийся из больницы Римгейл произносит траурную речь. После похорон Римгейл и Брайан являются на пресс-конференцию к мэру и в присутствии журналистов просят его прокомментировать закрытие пожарных частей и отмывание денег на их перестройке. Брайан после гибели брата возвращается в пожарные и продолжает нести службу.

## В ролях
| Актёр                | Роль                                      |
| -------------------- | ----------------------------------------- |
| Курт Расселл         | Стивен «Бык» Маккэффри / Деннис Маккэффри |
| Уильям Болдуин       | Брайан Маккэффри                          |
| Роберт Де Ниро       | Дональд «Тень» Римгейл                    |
| Дональд Сазерленд    | Рональд Бартел                            |
| Дженнифер Джейсон Ли | Дженнифер Фэйткас                         |
| Скотт Гленн          | Джон Эдкокс                               |
| Ребекка Де Морнэй    | Хелен Маккэффри                           |

## Награды и номинации
BMI Film & TV Awards, 1992 год
- Награда — Лучшая музыка к фильму (Ханс Циммер)

MTV Movie Awards, 1992 год
- Номинация — Лучший фильм
- Номинация — Самый зрелищный эпизод

BAFTA, 1992 год
- Номинация — Лучшие визуальные эффекты (Аллен Холл, Скотт Фаррар и др.)

Оскар, 1992 год
- Номинация — Лучший звук (Гэри Саммерс, Рэнди Том, Гэри Райдстром, Гленн Уильямс)
- Номинация — Лучший монтаж звуковых эффектов (Гэри Райдстром, Ричард Химнс)
- Номинация — Лучшие визуальные эффекты (Микаэль Саломон, Аллен Холл, Клэй Пинни, Скотт Фаррар)